# Wapen van Gendringen

Wapen van Gendringen

Het Wapen van Gendringen toont: "doorsneden, eerste deel een gent (mannetjes gans) van zilver, tweede deel in zilver drie ringen van rood, geplaatst twee en een, het schild gedekt met een driebladige kroon van goud en twee parelpunten".

## Geschiedenis
Gendringen was voor de Franse tijd een heerlijkheid binnen het Land van den Bergh, maar had voor zover bekend geen wapen voor 1795 toen veel nieuw gevormde muncipaliteiten een wapen gingen voeren. Gendringen had in 1815 geen aanvraag gedaan om het wapen uit 1795 wapen te bevestigen. Pas op 30 december 1929 werd het wapen bevestigd, zij het met toevoeging van de kroon. Het is onbekend waar het wapen vandaan komt, hoewel er enkele onbewezen theorieën over bestaan. In Gendringen zou men volgens overlevering ganzen houden en de genten daarvan ringen, het wapen is sprekend. Gendringen zou zijn naam hebben gekregen van de Gandahari en wordt in akten wel vermeld als Bruocganderinge of Bocgendringe, waaruit zou blijken dat er een "r" is weggevallen in latere spellingen, het wapen is een combinatie van "Gent" en "ringen". In het Fürstlich Salm Salm'sches archiv te Anholt wordt een akte uit 1738 bewaard met daarop een zegel zonder tekst bestaande uit een zwaan of gent met daar onder zeven ringen. Het gaat hier om het familiewapen van het geslacht Huetinck uit Zutphen. Mogelijk heeft men dit familiewapen verkeerd verondersteld en gedacht dat het om het oude heerlijkheidswapen ging of handelt het om een sprekend wapen met een verkeerde interpretatie van een naam of een familiewapen.

## Bron
- Gemeentewapens, Jaarboek Achterhoek en Liemers 1982. Oudheidkundige vereniging "De Graafschap" Uitgave Walburg pers.

Aalst · 
Ammerzoden · 
Angerlo · 
Appeltern · 
Batenburg · 
Beesd · 
Beltrum · 
Bemmel · 
Bergharen · 
Bergh · 
Beusichem · 
Borculo · 
Brakel · 
Buurmalsen · 
Deil · 
Didam · 
Dinxperlo · 
Dodewaard ·
Doornspijk ·
Dreumel ·
Driel ·
Echteld ·
Eibergen ·
Elst ·
Est en Opijnen ·
Everdingen ·
Ewijk ·
Gameren ·
Geesteren · 
Geldermalsen · 
Gendringen · 
Gendt ·
Groenlo ·
Groesbeek ·  
Haaften ·
Hedel ·
's-Heerenberg ·
Heerewaarden ·
Hemmen ·
Hengelo ·
Herwen en Aerdt ·
Herwijnen ·
Heteren ·
Heukelum ·
Hoevelaken ·
Horssen ·
Huissen ·
Hummelo en Keppel ·
Hurwenen  ·
Kerkwijk ·
Keppel ·
Kesteren ·
Laren · 
Lichtenvoorde ·
Lienden ·
Lingewaal · 
Maurik ·
Millingen aan de Rijn ·
Nederhemert ·
Neede ·
Neerijnen ·
Netterden ·
Niftrik ·
Nijbroek ·
Ophemert ·
Overasselt ·
Pannerden ·
Poederoijen · 
Renkum ·
Rijnwaarden ·
Rossum ·
Ruurlo ·
Steenderen ·
Terborg ·
Twello ·
Ubbergen ·
Valburg ·
Varik ·
Vorden ·
Vuren ·
Waardenburg ·
Wadenoijen ·
Wamel ·
Wehl ·   
Warnsveld ·
Wisch ·
Zeddam ·
Zelhem ·
Zoelen ·
Zuilichem 

Dorps-, heerlijkheids- en stadswapens: 

Acquoy 
· Baak 
· Barlham 
· Bredevoort 
· Doreweerd 
· Elden
· Enspijk 
· Gellicum 
· Groessen 
· Hakfort 
· Hellouw 
· IJzendoorn 
· Kell  
· Lede en Oudewaard 
· Lichtenberg 
· Loil 
· Maasbommel 
· Meijnerswijk 
· Meteren 
· Middagten 
· Rhenoy 
. Rumpt
· Tricht 
· Verwolde 
· Wildenborch